# Мерв
Мерв (на персийски: مرو‎; на туркменски: Merw) е древен град в Централна Азия, разположен край днешния Байрамали в Туркменистан.
Селището съществува от III хилядолетие пр.н.е., а през Ахеменидската епоха е укрепен град. През Елинистичния период носи имената Александрия и Антиохия Маргиана и е център на провинция Маргиана. След установяването на Пътя на коприната Мерв се превръща в голям търговски център, а през XII век е сред най-големите градове в света с население около 200 хиляди души, но през следващите десетилетия започва да запада и губи значението си след монголското завладяване. През 1789 година градът е окончателно унищожен от владетеля на Бухара. От него днес са оцелели само развалини.
През 1999 година Мерв е включен в списъка на Световното наследство на ЮНЕСКО.

## Известни личности
Починали в Мерв
- Яздегерд III (624 – 651), цар